# Ganggrab von Zeijen
Das Ganggrab von Zeijen ist eine megalithische Grabanlage der jungsteinzeitlichen Westgruppe der Trichterbecherkultur (TBK) bei Zeijen, einem Ortsteil von Tynaarlo in der niederländischen Provinz Drenthe. Das Grab trägt die Van-Giffen-Nummer D5.

## Lage
Das Grab befindet sich nordwestlich von Zeijen auf einem Feld. Es ist über einen Feldweg erreichbar. In der Nähe sind Siedlungen vom Beginn des Neolithikums gefunden worden. Im Nordwesten liegt Nord Veld, ein Gebiet mit vielen Grabhügeln und ein großer Komplex Celtic Fields (niederländisch Raatakkers).

## Forschungsgeschichte

### 19. Jahrhundert
Das Grab wurde erstmals von Nicolaus Westendorp beschrieben, der es 1814 besuchte und 1815 hierüber einer Bericht veröffentlichte. Eine weitere Beschreibung erfolge 1833 durch Caspar Reuvens, der auch eine kleinere Grabung durchführte. Gemäß einer Zeichnung aus dem Jahr 1847 war zu dieser Zeit die Hügelschüttung des Grabes noch weitgehend intakt und nur die Decksteine waren sichtbar. Leonhardt Johannes Friedrich Janssen, Kurator der Sammlung niederländischer Altertümer im Rijksmuseum van Oudheden in Leiden, besuchte 1847 einen Großteil der noch erhaltenen Großsteingräber der Niederlande, darunter auch das Grab von Zeijen, und publizierte im folgenden Jahr das erste Überblickswerk mit Baubeschreibungen und schematischen Plänen der Gräber. Nachdem ein Steinsammler begonnen hatte, das Kammerpflaster des Grabes zu entfernen, wurde die Anlage 1857 von Lucas Oldenhuis Gratama für 40 Gulden aufgekauft und der Provinz Drenthe übereignet. Janssens Nachfolger Willem Pleyte unternahm 1874 zusammen mit dem Fotografen Jan Goedeljee eine Reise durch Drenthe und ließ dort erstmals alle Großsteingräber systematisch fotografieren. Auf Grundlage dieser Fotos fertigte er Lithografien an. Conrad Leemans, Direktor des Rijksmuseums, unternahm 1877 unabhängig von Pleyte eine Reise nach Drenthe. Jan Ernst Henric Hooft van Iddekinge, der zuvor schon mit Pleyte dort gewesen war, fertigte für Leemans Pläne der Großsteingräber an. Leemans’ Bericht blieb allerdings unpubliziert. 1878 erfolgte eine Dokumentation durch William Collings Lukis und Henry Dryden, die auf Anregung von Augustus Wollaston Franks die Provinz Drenthe bereisten und dabei sehr genaue Grundriss- und Schnittzeichnungen von 40 Großsteingräbern anfertigten. Die dabei gemachten Funde befinden sich heute im British Museum.

### 20. und 21. Jahrhundert
Zwischen 1904 und 1906 dokumentierte der Mediziner und Amateurarchäologe Willem Johannes de Wilde alle noch erhaltenen Großsteingräber der Niederlande durch genaue Pläne, Fotografien und ausführliche Baubeschreibungen. Seine Aufzeichnungen zum Grab von Zeijen sind allerdings verloren gegangen. 1918 dokumentierte Albert Egges van Giffen die Anlage für seinen Atlas der niederländischen Großsteingräber. 1952 erfolgte eine Restaurierung und 1965 eine kleinere Grabung am Eingangsbereich. Seit 1993 ist die Anlage ein Nationaldenkmal (Rijksmonument). 2017 wurde die Anlage zusammen mit den anderen noch erhaltenen Großsteingräbern der Niederlande in einem Projekt der Provinz Drente und der Reichsuniversität Groningen von der Stiftung Gratama mittels Photogrammetrie in einem 3D-Atlas erfasst.

## Beschreibung
Bei der Anlage handelt es sich um ein ostsüdost-westnordwestlich orientiertes Ganggrab. Es liegt in einer leichten Vertiefung im Gelände. Die ursprüngliche Hügelschüttung ist weitgehend abgetragen. Eine steinerne Umfassung konnte nicht festgestellt werden. Die Grabkammer hat eine Länge von 7,4 m und eine Breite von 2,5 m. Sie besitzt vier Wandsteinpaare an den Langseiten, je einen Abschlussstein an den Schmalseiten und vier Decksteine. An der Mitte der südlichen Langseite befindet sich der Zugang zur Kammer. Vorgelagerte Gangsteine sind nicht vorhanden.